# 渡辺夏奈
渡辺 夏奈（わたなべ かな、1984年7月28日 - ）は、日本の元女子サッカー選手。ポジションはディフェンダー。

## 来歴
聖和学園高校に所属していた2002年7月、カナダで行われる2002 FIFA U-19女子世界選手権に臨むU-19日本代表に選出された。大会では全4試合にフル出場し、準々決勝でドイツに延長戦で敗れ、ベスト8となった。
その後は早稲田大学でプレーし、2003年と2005年夏季ユニバーシアードの日本代表に選出された。

## 代表歴
- U-19日本代表
  - 2002 FIFA U-19女子世界選手権; ベスト8（4試合出場）
- ユニバーシアード日本代表
  - 2003年夏季ユニバーシアード; 準優勝
  - 2005年夏季ユニバーシアード; 3位